# 長鰭壯燈魚
長鰭壮灯鱼（学名：Hygophum macrochir）为輻鰭魚綱燈籠魚目灯笼鱼科壮灯鱼属的鱼类。分布于東大西洋及西南太平洋的澳洲海域，為深海魚類，棲息深度0-750公尺，體長可達6公分。

## 扩展阅读
維基物種上的相關：長鰭壮灯鱼